# 朱莉婭·庫索亞諾普洛斯
朱莉婭·美泰夏·庫索亞諾普洛斯（英語：Giulia Metaxia Koutsoyanopulos，2002年1月4日—）是一名出生於美國加利福尼亞州的壘球選手，司職一壘手，目前效力於A1聯賽博拉泰。她曾隨隊參加2021年歐洲女子壘球錦標賽，結果獲得金牌。